# Satsalla River
Satsalla River är ett vattendrag i Kanada.   Det ligger i provinsen British Columbia, i den sydvästra delen av landet, 3 700 km väster om huvudstaden Ottawa.
I omgivningarna runt Satsalla River växer i huvudsak blandskog. Trakten runt Satsalla River är nära nog obefolkad, med mindre än två invånare per kvadratkilometer.